# مردم فیلی
فِیلی یا فِعلی به معنای ساکنان منطقه والیان فیلی است که شامل گروهی از مردم کرد و مردم لر می‌باشند.
فیلی‌ها در غرب ایران و شرق عراق زندگی می‌کنند. در ایران بیشتر در استان‌های لرستان و همدان و ایلام ساکن هستند.

## تقسیم‌بندی کلی

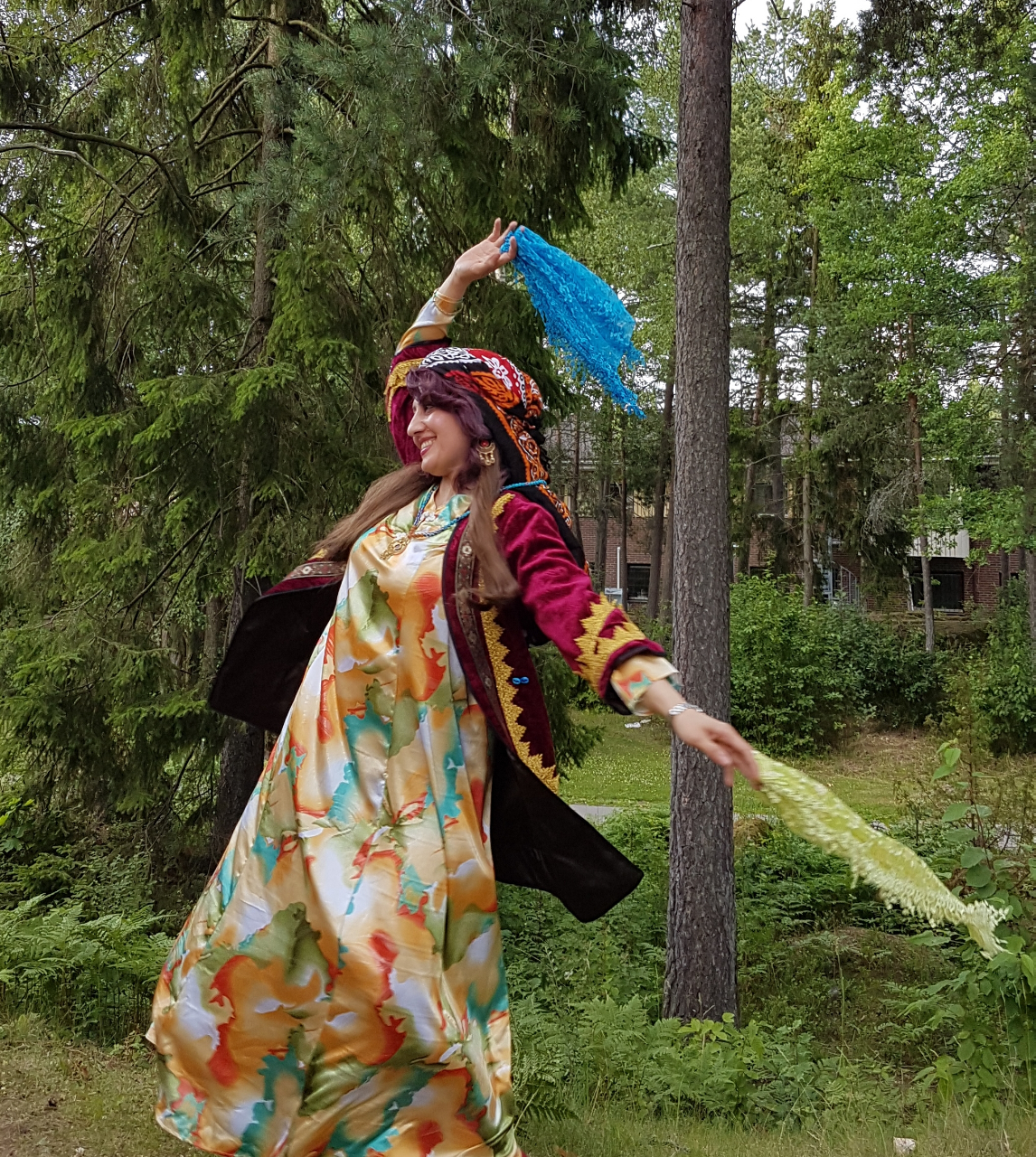
رقص محلی بانویی از مردم فیلی

به واسطه حکومت والیان فیلی بر لرستان پشتکوه (ایلام کنونی) و لرستان پیشکوه، به ایلات این مناطق، فیلی می‌گفتند. فیلی‌ها از نظر گویش و زبان به سه دستهٔ کرد، لر و لک تقسیم می‌شوند. لک‌ها و لرهای فیلی در لرستان پیشکوه، و کردهای فیلی در پشتکوه و مناطق شرقی عراق سکونت دارند. تقریباً نیمی از کردهای فیلی عراق از ساکنان اصلی مناطق شرقی عراق هستند؛ و نیم دیگر، از کردهای فیلی پشتکوه هستند که به آنجا مهاجرت کرده‌اند.

## ریشه‌شناسی نام
دربارهٔ ریشهٔ نام فیلی نظریات زیادی یافت می‌شود اما پررنگ‌ترین آن فیلی را از ریشهٔ واژهٔ «پهلوی»، معرب آن یعنی «فَهلَوی» می‌داند. از این روی فیلی به نوعی دگرگون شدهٔ واژهٔ فهلوی است.
علت نام‌گذاری این مردم به نام فیلی، حکمرانی والیان فیلی بوده است.

## زبان
فیلی‌ها به گویش‌های متفاوتی سخن می‌گویند که معروفترین آن‌ها گویش کردی ایلامی، لری خرم‌آبادی، گویش چگنی یا چگنیونه و گویش شوهانی است. ایزابلا بیشوپ که در سال ۱۸۹۰ به منطقهٔ کردستان و لرستان سفر کرده است، در سفرنامهٔ خود می‌گوید که گویش لرهای فیلی (لر کوچک) «کمی با کردهای کرمانشاه مغایرت دارد».

## لرستان فیلی
لرستان فیلی نامی تاریخی است که به سرزمین‌های تحت حکومت والیان فیلی گفته می‌شود. سرزمین لرستان فیلی در غرب کشور ایران قرار دارد و به دو قسمت پیشکوه و پشتکوه تقسیم می‌شده است. علت نام‌گذاری این منطقه به نام فیلی، حکمرانی والیان فیلی بوده است. ساکنان این سرزمین‌ها شامل مردم لر، مردم لک و مردم کرد بوده‌اند. دانشنامه ایرانیکا برخی ایلات ساکن لرستان فیلی را نیز عرب معرفی کرده است. به گفتهٔ هنری راولینسون دو ایل بیرانوند و باجلان در قرن دوازده هجری یعنی در اواخر حکومت صفویه یا در زمان افشاریه از منطقهٔ موصل در عراق امروزی به لرستان فیلی مهاجرت کرده‌اند. مردم ساکن لرستان فیلی به گویش‌های متفاوتی سخن می‌گویند که معروفترین آن‌ها گویش کردی ایلامی، لری خرم‌آبادی، گویش چگنی یا چگنیونه و گویش شوهانی است.

## لرهای فیلی
در قدیمی‌ترین اسناد که مربوط به اواخر دوره صفویه می‌باشد در بخش مردم لر از فیلی‌ها نیز یاد کرده‌اند. فریا استارک در سفر خود به بغداد از فیلی‌ها با نام لرهای پشتکوه به عنوان زیباترین سکنه بغداد یاد کرده است لرد کرزن در توضیح مردم لر از فیلی‌ها یاد می‌کند و می‌گوید: طوایف عمده ای از جمله فیلی، بختیاری، ممسنی، کهگیلویه همگی تحت عنوان کلی لر در می‌آیند که برخی از تیره‌های آن این نام و عنوان را رها کرده‌اند. آستن هنری لایارد (۱۸۷۷ میلادی)، لرهای فیلی را بزرگ‌ترین و قدرتمندترین گروه لرها ذکر کرده که در کوه‌های شمالی دزفول مستقر هستند.
ایزابلا بیشوپ که در سال ۱۸۹۰ به منطقهٔ کردستان و لرستان سفر کرده است، در سفرنامهٔ خود می‌گوید که گویش لرهای فیلی (لر کوچک) «کمی با کردهای کرمانشاه مغایرت دارد».
هوگو گروته جغرافی‌دان و قوم‌شناس آلمانی، بیش از یک سده پیش طی سفری که به ایران داشت مشاهدات خود را به رشته تحریر درآورد. ایشان در نوشته‌های خود چند بار از اصطلاح لر فیلی استفاده کرده که چند مورد آن در زیر آورده شده است:
ژنرال کنسول ایران در بغداد نخست به من قول داده بود برایم توصیه‌نامه‌هایی به مأمورین مرزی خواهد نوشت و یکی از کارمندان کنسولگری را هم که با یکی از طوایف لر فیلی خویشاوندی دارد، در اختیارم خواهد گذاشت (سفرنامه گروته، ص۲۱). همسایه غربی لر بزرگ، لر کوچک (فیلی) است که من مشغول سیاحت از سرزمینشان، پشتکوه هستم (همان، ص۴۰). از آنجا که حسین‌خان [والی] که در سال ۱۶۰۰ میلادی توسط شاه‌عباس به قدرت رسید از طایفهٔ فِیلی بود، از آن تاریخ به بعد همهٔ ایلات تابعش را فیلی می‌گویند (همان، ص ۴۱)

## کردهای فیلی
کردهای فیلی در جنوب غربی کرمانشاه، ایلام و مناطقی از عراق ساکن هستند و به گویش کردی فیلی (ایلامی) که از گویش‌های کردی جنوبی است، صحبت می‌کنند. دانشنامه ایرانیکا تذکر داده است که این گویش با لری فیلی (لری شمالی) اشتباه گرفته نشود.

### کردهای فیلی در عراق

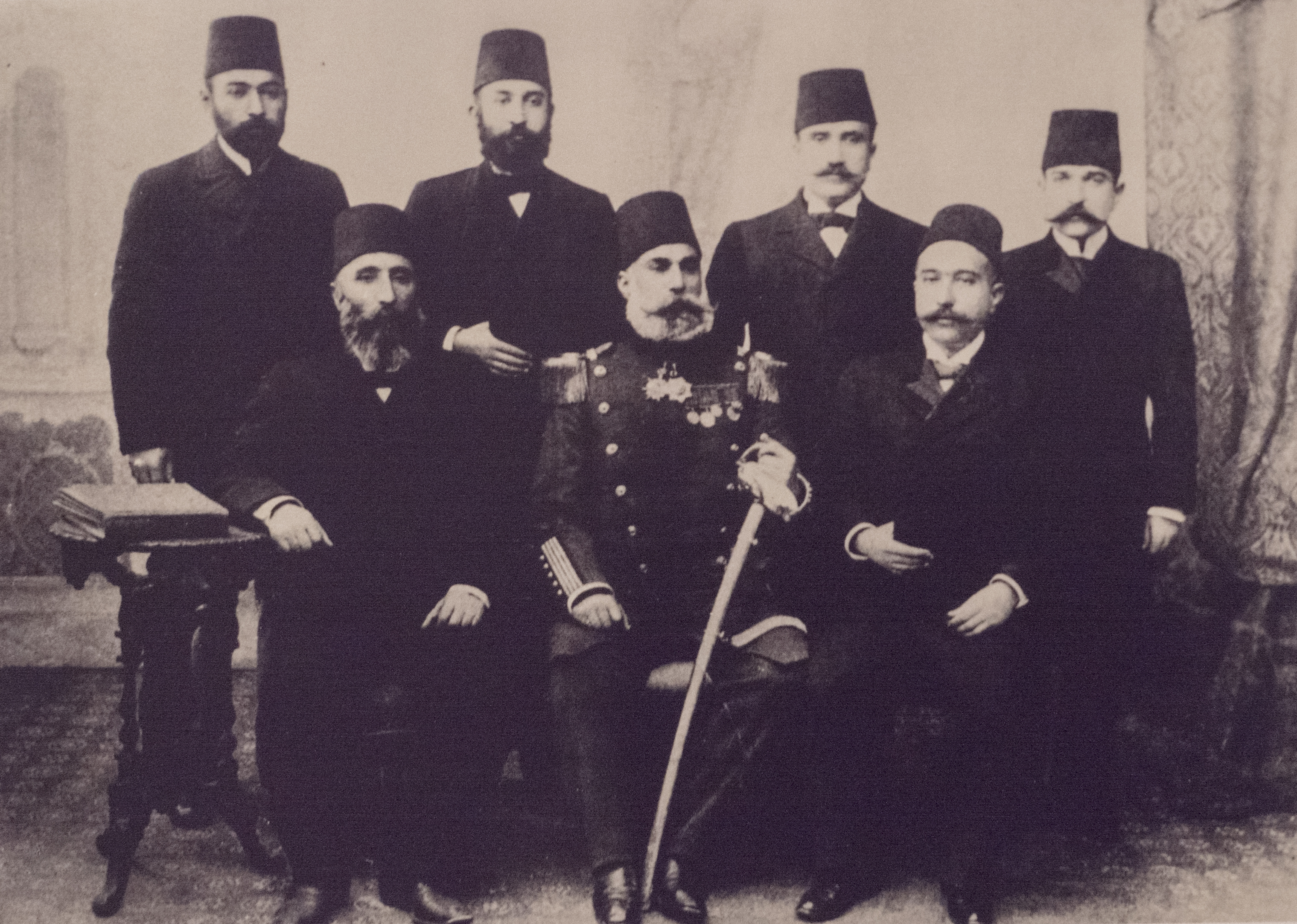
سناتورها و بازرگانان کرد فیلی در بغداد، عراق (۱۹۳۱).

در سال ۱۹۵۳، استیون همسلی لانگریگ، مورخ بریتانیایی دربارهٔ تاریخ سیاسی عراق نوشته است:
«این بومیان سرسخت زاگرس جنوبی و رعایای والی موروثی‌شان، در بغداد و بصره به عنوان باربرهای سنگین شناخته‌شده بودند و این شغل را در انحصار خود داشتند. آنها همچنین به عنوان تاجر و صنعتگر در نواحی دجله میانی و غراف ساکن بودند و به کردهای فیلی معروف بودند؛ و بر شهرهای مرزی مندلی و بدره و روستاهای نزدیک (به این شهرها) تسلط داشتند. با همه این‌ها، نیم قرن اخیر چیزی را تغییر نداده است…»
در عراق فیلی‌ها ساکن مناطق بغداد؛ استان دیاله، شهربان (مقدادیه فعلی)؛ بدره؛ زرباطیه؛ جاسن؛ کوت، عزیزیه، زهایرات، بعقوبه و هم چنین شهرهای شیخ سعد؛ علی شرقی؛ علی غربی و کوفه هستند. از آغاز بنیان‌گذاری دولت عراق تا به امروز، امور ثبت احوال و شناسنامه به ویژه در شهرهای مرکزی و جنوب عراق و در شمال بغداد و برخی از استانهای تحت سیطره اداره ثبت احوال از مهم‌ترین امور می‌باشند. برای نمونه؛ اگر فرزندان خانواده‌ای فیلی، تحصیلات متوسطه خود را به پایان برسانند و خواهان ورود به دانشگاه باشند. بدون تردید باید خانوادهٔ او از صفر شروع می‌نمودند و هرچه سند قدیمی را از دوران عثمانی در دست داشتند، جمع می‌نمودند و همراه با آن فیش پرداخت آب بها و برق را همانند اسنادی به آن دانشگاه ارائه می‌دادند تا فرزند آنان را برای ادامه تحصیل بپذیرند. هنوز هزاران فیلی در ایران و دولتهای دیگر و صدها هزار از آنان در داخل عراق، شناسنامه دریافت نکرده‌اند. در میان آنان کسانی وجود دارد که رژیم صدام چندین بار او را تاراج نموده است؛ و هنوز حقوق بازگشت را ندارند.
دلایلی که مشوق رژیم حزب بعث عراق بودند تا با بغض و کینه با کردهای فیلی برخورد نماید عبارتند از:
- دلایل سیاسی، دینی، اقتصادی: پس از پیمان‌نامهٔ مارس (آذار) سال ۱۹۷۰ میان دولت بعث عراق و کردها، دولت حزب بعث وعده‌های خود را به جای نیاورد، دولت حزب بعث اهدافی را دنبال نمود تا بنیاد و شالوده‌های جمعیت‌شناسی و حتی شمار جمیعت مردم کرد را کاهش دهد. به ویژه آن که کردهای فیلی در صفوف مبارزاتی جنبش کرد قرارگرفته بودند و از رهبران این جنبش بودند. این نیز بی‌شک، تأثیر فراوانی در رژیم بعث داشت و تهدید بزرگی بر روان و روحیهٔ حزب بعث عراق به‌شمار می‌آمد. به همین دلیل، آغاز به بیرون راندن کردهای فیلی نمودند. در کنار آن، مسئلهٔ دین، نقش مهمی را در اخراج نمودن و نابودی این قشر داشت. چون که اغلب کردهای فیلی دارای مذهب شیعه بودند و صدام نیز از شیعیان متنفر بود. یکی دیگر دلایل اقتصادی بود. پس از آن که یهودیان و ارمنیان در کشور عراق نماندند، اقتصاد کشور به تمامی در دست تجار و بازرگانان کردفیلی بود. این بود که حزب بعث عراق از همان آغاز قبضه نمودن قدرت، نیتش را به اجرا درآورد و شروع به اخراج و نابود نمودن بازرگانان کردفیلی نمود و همه داراییها و اموال آنان را نیز مصادره نمود.[۴۵]

کردهای فیلی ساکن بغداد عمدتاً از سال‌های نخست قرن بیستم کوچ گروهی به بغداد را آغاز کردند و هم‌اکنون جمعیتی میلیونی را در این شهر تشکیل می‌دهند. کردهای فیلی در بدو ورود در محلاتی مانند «شارع الکفاح»، «عگد القشل»، «ساکه الفردوس» و «باب الشیخ» سکونت سافتند. محلهٔ «باب الشیخ» به احترام شیخ عبدالقادرالگیلانی نام‌گذاری شده و هم‌اکنون به نام «عگدالاکراد» نامیده می‌شود. در نیم قرن اخیر کردهای فیلی در محله‌هایی مانند «ساحه البیروت»، «جمیله» و «عقاری» نیز ساکن شده‌اند و در این محله‌ها اکثریت جمعیت را تشکیل می‌دهند.
عصر روز جمعه ۱۶ تیر ماه ۱۳۹۶ مراسم بزرگداشت ۲۲ هزار شهید کردفیلی ایلامی‌الاصل که در جریان عملیات انفال مورد کشتار جمعی و اخراج از عراق، در طول چهار دهه حکومت حزب بعث صدامی قرار گرفتند، در مسجد آقا محمود تهران، برگزار گردید. هر سال در این روز سالروز کشتار بی‌رحمانه مردم کردفیلی برگزار می‌شود.

### کردهای فیلی در پشتکوه
اکثریت جمعیت پشتکوه را کردها تشکیل می‌دهند. کردهای پشتکوه از کردهای فیلی هستند. دو شاخه اصلی کرد فیلی پشتکوه (استان ایلام) عبارت‌اند از ایل کرد و مهکی. ایلات و طوایف مهکی در مناطق شمالی و طوایف کرد در مناطق جنوبی پشتکوه ساکن هستند. ایلام از اواخر قرن ششم تا ۱۳۰۷ تحت حاکمیت والیان لرستان قرار داشت و همین امر باعث شده‌بود که بعضی از نویسندگان در این دوره، از ساکنان ایلام به عنوان «لر» یا «لر فیلی» یاد کنند. ولی در عین حال نویسندگان و سیاحانی که خودشان به منطقهٔ ایلام سفر کرده یا اطلاع کافی داشته‌اند، به معرفی کردهای پشتکوه پرداخته‌اند.
محمد امین زکی‌بگ در کتاب زبدهٔ تاریخ کرد و کردستان می‌نویسد:
«گویش کردی ایلامی، بدون شبهه از فارسی بیشتر به کرمانجی شرقی نزدیکتر است و خود آنان بر این موضوع واقفند و در کرد بودن خود هیچ شک و شبهه‌ای ندارند.»
«در سال ۱۹۱۶، بر حسب وظیفه‌ای رسمی به لرستان سفر نمودم و در نزد والی (پشتکوه)(استان ایلام)، مدتی اقامت کردم و مقداری تحقیق قومی و اجتماعی نمودم، غالباً به کردی با والی و همراهان او، صحبت می‌نمودم و به آسانی و راحتی مطالب خود را به آنان تفهیم می‌کردم و به مطلب آنان پی می‌بردم و به من معلوم شد که اختلاف زبان کرمانجی شرقی با زبان کردی ایلامی از اختلاف زبان کرمانجی غربی بیشتر نمی‌باشد.»

## تاریخ

### باستان
مردم فیلی و بخش لرستان فیلی با توجه به ریشه‌شناسی نام ان به منطقه پهله یا پهلی نسبت داده می‌شود. پهله یا پهلی نام استانی در دوره ساسانیان بوده که تقریباً شامل زاگرس میانی است. بعد تصرف این منطقه توسط اعراب مسلمان به جبال (کوه) معروف شد. اما استان پهلی یا پهلوی در ادبیات فارسی بعد از اسلام و ورود واژگان عربی به زبان فارسی پهلی تبدیل به فهلی شد. به‌طوری که اشعار بابا طاهر لر را فهلویات بابا طاهر می‌گویند.
اصطخری مسافت شهرهای پهلی را چنین می‌نویسد:
از همدان تا رود راور۷ فرسخ است و از رود راور تا نهاوند ۷ فرسخ و از نهاوند تا لاشتر (الشتر) ۱۰ فرسخ و از لاشتر تا شاپورخواست (خرم‌آباد) ۱۲فرسخ و از آنجا تا لور ۳۰ فرسخ که لور (اندیمشک) کنونی است.

### معاصر
گروهی از فیلی‌ها در زمان کریم‌خان زند او را تا فارس همراهی کردند و در همان‌جا ساکن شدند. پس از کریم خان عدّه زیادی از این طایفه به همراه لطفعلی‌خان زند در بمِ کرمان کشته شده و بقیّه از بیم کینه آغامحمّدخان قاجار به مرور در ایل قشقایی ادغام گردیدند و تدریجاً به زبان ترکی قشقایی تکلّم کردند. تا شروع حکومت ناصرالدّین شاه که از زندگی عشایری دست کشیده، به شیراز مراجعت و در محلّ کنونی دروازه سعدی ساکن می‌شوند و در زمان مشروطه با آزادی خواهان هم صدا می‌گردند. دستگاه حاکم زمان به بریدن سر دو نفر از بزرگان فیلی به نام حسنقلی خان و امامقلی خان مبادرت می‌نمایند که شرح این ماجرا در کتاب فارس و جنگ بین‌الملل نوشته آدمیت به تفصیل آمده است و این فامیل بزرگ از آن زمان تاکنون در شیراز و خارج ازکشور با شهرت‌های فامیلی: فیلی، فیلی زاده، فیلی قشقایی، فیلی شیرازی و فیلی صفایی معروف می‌باشند.

### منطقه‌ای
در دوران دویست سال حکومت والیان فیلی به ویژه حسین‌خان سولویزی، تمامی ایل‌های منطقه به نام فیلی معروف بودند ولی پس از اینکه ناحیه پیشکوه به دست محمدعلی میرزا دولتشاه (حاکم کرمانشاه و پسر بزرگ فتح‌علی‌شاه قاجار) افتاد، تنها منطقه پشتکوه در دست والی محلی ماند و از آنجا که نام فیلی با نام خاندان سولویزی گره خورده بود نام فیلی پس از آن تنها به ناحیه پشتکوه اطلاق شد.